# Glypta trochanterata
Glypta trochanterata là một loài tò vò trong họ Ichneumonidae.